# Niger aux Jeux paralympiques d'été de 2012
Le Niger participe aux Jeux paralympiques d'été de 2012 à Londres. Il s'agit de sa troisième participation aux Jeux paralympiques. Le Niger a à sa disposition deux athlètes pour une seule discipline sportive.
Le Niger participa pour la première fois aux Jeux paralympiques en 2004 à Athènes avec l'athlète Zakazi Amadou.

## Athlétisme
Femmes
- Kadidjatou Amadou[2]

Hommes
- Ibrahim Mamoudou Tamangue[2]